# The Dark Knight Coaster
The Dark Knight Coaster es una montaña rusa de acero, diseñada por Mack Rides, inspirada en la película The Dark Knight, secuela de Batman Begins. Los planes originales para la atracción fueron mandarla a Six Flags New England, pero el parque rechazó la instalación de la misma. Fue inaugurada el 21 de marzo de 2009 en Six Flags México.

## Localización
En Six Flags México la montaña se construyó detrás de los juegos "La Rueda India" y el "Huracán", con la cola de la zona situada delante del edificio por donde se encontraba la atracción "Tren Santa Fe".

## Descripción
Costo 7,5 millones de dólares, más 2.5 millones dólares de traslado hasta la Ciudad de México. "El paseo convierte a los pasajeros en ciudadanos de Gotham city atrapados en el centro de una ciudad asediada y desgarrada por el Joker."
Después de una espera al aire libre en la "Zona Q" ( fila o cola ), la gente entra al recinto de la montaña rusa, con una temática que sugiere un vagón del tren Gotham City Rail, donde los pasajeros esperan a entrar a la ciudad. Dentro se inicia un Pre-show donde se encuentran pantallas de TV, emitiendo una conferencia de prensa organizada por Harvey Dent (Aaron Eckhart), quien es el fiscal de distrito de "Gotham City". Uno de los reporteros pregunta sobre las tarjetas del Joker encontradas en las últimas escenas del crimen. Entonces casi inmediatamente, el Joker intercepta la emisión de televisión y graffitis y mensajes aparecen por todos lados de la sala. Los pasajeros a continuación pasan a una cola secundaria donde también hay un dispositivo donde la gente puede verse con máscaras de los secuaces del Joker, superpuestas digitalmente sobre sus rostros.
En la estación, los trenes avanzan sin detenerse. Aquí no hay puertas en la plataforma de carga, por lo que los pasajeros rápidamente deben subir a los carritos. El viaje en sí consta de varias vueltas inesperadas fuertes y caídas repentinas.